# Yoro Kone
Pour les articles homonymes, voir Koné.
Le Colonel Yoro Kone, né en 1952 à Saint-Louis au Sénégal, est un ancien Sous-chef d’État Major chargé des opérations.

## Formation
Le Colonel Yoro Kone est diplômé de l’Académie Royale Militaire de Meknès (Maroc). 
Il a intégré la 105e promotion du Collège interarmées de défense (Paris) et fut auditeur du « Forum sur le continent africain » de l’Institut des Hautes Études de la Défense Nationale à Paris. 
Il a suivi également un enseignement au Command and General Staff College (CGSS) au Kansas en 1986.

## Carrière
Le Colonel Yoro Kone, commence sa carrière en tant que Chef de section d'infanterie commando du Bataillon commandos à Dakar (Sénégal) avant d’être nommé au Liban Chef de section Force Intérimaire des Nations unies (FINUL) puis Commandant de compagnie, Commando du Bataillon et Commando à Dakar.[réf. nécessaire]
À Thiès au Sénégal, il fut successivement Adjoint au Commandant de l’École Polytechnique, Commandant de Brigade à l’École Nationale des Officiers d’active et Commandant de Brigade au cours d’application de l’infanterie.
Yoro Kone rejoint ensuite l’État-major Général des Armées à Dakar où il prend la tête de la division technique Emploi 
Il a été Chef de corps du 12 Bataillon d’instruction à Saint-Louis.
Il a aussi été Commandant de la zone 5 Casamance.
En 1998 il prend le commandement, avec Abdoulaye Fall, de la force multinationale intégrée (Sénégal-Guinée, Conakry-Guinée-Bissau) en Guinée-Bissau.
En 2000, il rejoint l’État-major Général des Armées à Dakar où il est nommé Sous-chef d’État Major chargé des opérations par le Chef d'état-major général des armées (Sénégal) de l'époque Babacar Gaye. Le 10 octobre 2003, le colonel Abdoulaye Diallo, précédemment Commandant de la Zone militaire no 6 est nommé Adjoint Opérations au Sous-Chef d’État- major général des armées, en remplacement du colonel Yoro Koné, appelé à d’autres fonctions. 
Colonel Yoro Kone dirige depuis le Département d’Alerte Précoce de la CEDEAO.
Le Colonel Yoro Kone est titulaire de plusieurs décorations nationales et étrangères.